# Jiřina (květina)
Jiřina (Dahlia), česky též jiřinka, je rod rostlin z čeledi hvězdnicovité. Zahrnuje 38 botanických druhů a pochází z tropické Ameriky, kde je rozšířen v oblasti od Mexika po Kolumbii.
Bylo vypěstováno množství rozmanitých zahradních kultivarů a hybridů různých tvarů a barev, které se oficiálně dělí do 14 skupin. Rostliny mají zásobní orgán ve formě hlízy, která jim umožňuje přečkat nepříznivé podmínky, jako je zima a sucho. Nejsou mrazuvzdorné.

## Využití
Jiřiny mají uplatnění jako okrasné rostliny a to na záhony nebo do skupin, dále k řezu nebo jako solitera. Používají se i jako afrodisiakum.

## Zástupci
- jiřina královská (Dahlia imperialis)
- jiřina zahradní (Dahlia pinnata)[3]

## Pěstování

### Nároky
- žádají slunné stanoviště chráněné před větrem
- půdu chtějí hlinitou, humózní. živnou a stejnoměrně vlhkou
- na podzim se pozemek vyhnojí hnojem a na jaře se dohnojí NPK (dusík, fosfor, draslík)

### Množení
Lze je rozmnožovat semenem, řízky a dělením hlíz:
- semenem se množí skupina jednoduše kvetoucích jiřinek a nový kříženci při šlechtění
- semeno se vysévá do truhlíku nebo po 2–3 semenech do sadbovačů s 6 cm buňkami
- klíčí při teplotě 18–20 °C, dále se pěstují při 15–18 °C
- pro množení řízky se hlízy matečných rostlin zakládají v únoru do živného kompostu
- k obrašení výhonů se teplota postupně zvyšuje na 20–25 °C a udržuje se vysoká vzdušná vlhkost
- výhony se 3 páry listů se odlamují s patkou a nechávají se zakořenit na množárně

### Pěstování
- při množení řízkováním se uloží hlízy ve skleníku na záhonu a prosypou se kompostem, po vyrašení se z nich odlamují řízky a píchají se do truhlíků nebo sadbovačů
- po zakořenění se hrnkují
- před výsadbou se musí otužit
- na stanoviště se vysazují začátkem května na vzdálenost 0,5–1 cm tak hluboko, aby kořenový krček byl 10 cm pod povrchem
- vzdálenost při výsadbě se volí podle vzrůstnosti 40–60 cm
- k parkovým výsadbám se volí nižší odrůdy s výškou 40–60 cm, které se bohatě větví
- během vegetace je nutné pravidelné zavlažování a ošetřování proti savému hmyzu
- hlízy jiřin se sklízejí po zmrznutí nadzemní části, většinou na konci září
- opatrně se vyjmou, lodyhy se zkrátí na 10 cm, odstraní se přebytečná zemina a dosuší se
- hlízy se skladují při 5–8 °C a relativní vlhkosti 85–90 %
- v suchém skladu se zasypou suchou rašelinou, pískem nebo pilinami